# Campionato oceaniano maschile di pallacanestro 2007
Il 19º campionato oceaniano maschile di pallacanestro FIBA (noto anche come FIBA Oceania Championship 2007) si è svolto dal 22 al 24 agosto 2007 in Australia.
I campionati oceaniani maschili di pallacanestro sono una manifestazione biennale tra le squadre nazionali del continente, organizzata dalla FIBA Oceania. Storicamente questo torneo e disputato dalle sole nazionali dell'Australia e della Nuova Zelanda.

## Squadre partecipanti
- Australia
- Nuova Zelanda

## Sedi delle partite
| Gara | Città     | Impianto                      |
| ---- | --------- | ----------------------------- |
| 1    | Melbourne | Vodafone Arena                |
| 2    | Sydney    | Sydney Entertainment Centre   |
| 3    | Boondall  | Brisbane Entertainment Centre |

## Qualificazioni olimpiche
La squadra campione d'Oceania parteciperà di diritto alle Olimpiadi di Pechino 2008. Inoltre la squadra perdente parteciperà al Torneo di Qualificazione Olimpica, dove si confronteranno con quattro nazionali europee, due africane, due asiatiche e tre americane.

## Gare
| Luogo     | Data      | Squadra       | Punteggio | Squadra       | Serie           |
| Melbourne | 20 agosto | Australia     | 79 - 67   | Nuova Zelanda | 1 - 0 Australia |
| Sydney    | 22 agosto | Nuova Zelanda | 67 - 93   | Australia     | 2 - 0 Australia |
| Boondall  | 24 agosto | Australia     | 58 - 67   | Nuova Zelanda | 2 - 1 Australia |

* Nota: sebbene per vincere il titolo basti vincere le prime due partite, la terza verrà disputata ugualmente.

## Campione
Australia
(16º titolo)

## Formazione campione
Australia4 Ryan, 5 Mills, 6 Mackinnon, 7 Kendall, 8 Newley, 9 Mee, 10 Smith, 11 Worthington, 12 Saville, 13 Andersen, 14 Hinder, 15 Helliwell,        All. Brian Goorjian

## Squadre qualificate alle Olimpiadi
- Australia

La  Nuova Zelanda dovrà disputare il torneo di qualificazione olimpica nel 2008 per accedere al torneo olimpico di Pechino 2008.